# Golf handisport
Le golf handisport, ou handigolf, est une discipline sportive dérivée du golf.

## Règles
Contrairement à d'autres handisports, et même si un matériel adapté au handicap est autorisé, les règles de jeu sont les mêmes pour les joueurs handicapés et les joueurs valides.